# Emmanuel Ledesma
Emmanuel Jorge Ledesma, né le 24 mai 1988 à Quilmes, est un footballeur argentin qui joue au poste d'attaquant ou milieu de terrain aux Lights de Las Vegas en USL Championship.

## Biographie
Le 9 août 2016, il rejoint Brentford, avec lequel il joue à deux reprises. Le 31 août 2016 il part en Grèce et signe au Panetolikós.

## Palmarès
Novare
- Champion d'Italie de Serie C en 2010